# Gaston Hubin
Gaston Hubin (?, 11 juli 1886 - ?, 13 september 1950) was een Belgisch voetballer die speelde als verdediger. Hij voetbalde in Eerste klasse bij Racing Club Brussel en Excelsior SC Brussel en speelde 21 interlands met het Belgisch voetbalelftal.

## Loopbaan
Hubin debuteerde in 1902 op 16-jarige leeftijd als linksback in het eerste elftal van Racing Club Brussel dat actief was in Eerste klasse. De club kende op dat moment haar sterkste periode en Hubin behaalde met de ploeg de landstitel in 1903. In 1908 verhuisde Hubin naar Excelsior SC Brussel dat net gepromoveerd was naar Eerste klasse. Hij bleef er voetballen tot in 1912, het jaar dat de club degradeerde. Hubin trok terug naar Racing Club Brussel en bleef er voetballen tot in 1923 toen hij een punt zette achter zijn loopbaan op het hoogste niveau. Tijdens de Eerste Wereldoorlog lag de competitie stil en was Hubin vrijwilliger bij het Belgische leger. In totaal speelde hij 142 wedstrijden in de hoogste afdeling en scoorde in totaal 11 doelpunten.
Hubin besloot zijn spelersloopbaan bij Léopold Club, dat actief was in Tweede klasse, en voetbalde er nog drie seizoenen van 1923 tot 1926.
Tussen 1908 en 1914 speelde Hubin 21 wedstrijden met het Belgisch voetbalelftal (9 interlands als speler van Excelsior en 12 interlands als speler van Racing) en scoorde hierbij één doelpunt.